# Sporting Fingal F.C.
Sporting Fingal F.C. ili kraće Sporting Fingal je bio profesionalni irski nogometni klub. Klub je osnovan 2007., ali je bačen u pogon 11. veljače 2008. godine. Najmlađi je irski profesionalni klub, a u svojoj kratkoj povijesti ne bilježi padove. Probio se sve do Irske Premier lige, te osvojio FAI kup 2009. Svoje domaće utakmice igrao je na Morton Stadionu.